# Riviera
Riviera este coasta Mării Tireniene, împărțită între Franța și Italia. Riviera franceză poartă numele de "Coasta de Azur". Riviera italiană (sau doar Riviera) reprezintă coasta italiană a Adriaticii ("Riviera Adriatică").
Numele Riviera vine de la denumirea regiunii Liguria în perioada Evului Mediu.